# Логан (окръг, Оклахома)
Окръг Логан (на английски: Logan County) е окръг в щата Оклахома, Съединени американски щати. Площта му е 1940 km², а населението – 33 924 души (2000). Административен център е град Гътри.